# Lopo do Nascimento
Lopo Fortunato Ferreiro do Nascimento (ur. 10 czerwca 1942 w Luandzie) – angolski polityk, premier Angoli w latach 1975–1978, sekretarz generalny Ludowego Ruchu Wyzwolenia Angoli – Partii Pracy (MPLA).

## Życiorys
Etnicznie należy do ludu Mbundu. Uczęszczał do państwowych szkół. Był aresztowany w 1959 i ponownie w 1963, wypuszczono go na wolność w 1968. Został działaczem związkowym i organizował struktury MPLA w browarach. Awansował także w strukturach partii, w 1974 został dokooptowany do działu informacji i propagandy, a także do komitetu centralnego.
W listopadzie 1975 po fiasku działania rządu jedności narodowej (koalicji MPLA, Narodowego Frontu Wyzwolenia Angoli i Narodowego Związku na rzecz Całkowitego Wyzwolenia Angoli) i wybuchu wojny domowej, Angola finalnie proklamowała niepodległość. Lopo do Nascimento został wówczas mianowany na stanowisko premiera. Za jego kadencji dalej toczyła się wojna domowa. Fotel premiera stracił w 9 grudnia 1978, kiedy to w ogóle zlikwidowano ten urząd.
Od 1980 zasiadał w parlamencie. Pełnił później do 1992 różne funkcje ministerialne, był ministrem handlu, planowania, handlu zagranicznego, administracji publicznej, także gubernatora. W 1992 był jednym z głównych odpowiedzialnych za organizację demokratycznych wyborów parlamentarnych. W 1993 Komitet Centralny wybrał go na sekretarza generalnego MPLA. W wyborach z 2008 uzyskał ponownie mandat w parlamencie z listy krajowej. 27 stycznia 2013 ogłosił przejście na polityczną emeryturę.